# Malcolm Thomas
Pour les articles homonymes, voir Malcolm Thomas (basket-ball) et Thomas.

a Compétitions nationales et continentales officielles uniquement.

b Matchs officiels uniquement.
Malcolm Campbell Thomas, né le 25 avril 1929 à Machen et mort le 9 avril 2012 à Burnham, est un joueur gallois de rugby évoluant au poste de trois quart centre pour le pays de Galles.

## Biographie
Malcolm Thomas dispute son premier test match le 26 mars 1949 contre l'équipe de France, et son dernier test match également contre la France le 4 avril 1959. Il joue un total de 27 matchs. Il dispute quatre test matchs avec les Lions lors de leurs tournées en Nouvelle-Zélande en 1950 et en Australie en 1959. Il joue en club avec les London Welsh, le Newport RFC, le club des Devonport Services. Il joue à 276 reprises pour Newport et inscrit 342 points (79 essais, 4 drops, 17 pénalités, 21 transformations) entre 1946 et 1959. Il connaît également 16 sélections avec les Barbarians entre 1951 et 1959. Il joue également au cricket pour le pays de Galles.
Il meurt à le 9 avril 2012 à Burnham dans le Buckinghamshire à l'âge de 82 ans.

## Palmarès
- Grand Chelem en 1950, 1952
- victoire dans le Tournoi des Cinq Nations 1956

## Statistiques en équipe nationale
De 1949-1959, Malcolm Thomas dispute 27 matchs avec l'équipe du pays de Galles au cours desquels il marque 4 essais, 2 transformations et 2 pénalités (22 points). Il participe notamment à neuf Tournois des Cinq Nations. 